# 1398 Donnera
1398 Donnera (1936 QL) là một tiểu hành tinh vành đai chính được phát hiện ngày 26 tháng 8 năm 1936 bởi Yrjö Väisälä ở Đại học Turku.